# Bergsfiskal
Bergsfiskal var åklagare vid gruvrätterna vid Sala silverbergslag och vid Stora Kopparbergslagen före 1854. Ämbetet inrättades vid Stora Kopparbergslagen 1681 och vid Sala silverbergslag 1713. Enligt instruktion utfärdad 26 juni 1741 skulle bergsfiskalen åtala brott vid bergverken, bevaka bergslagets och statens (kronans) rätt vid rättegångar och utöva tillsyn över bergverkets skogsinnehav. Bergsfiskalämbetet drogs in 1855.
En av de mer kända bergsfiskalerna var Carl Gustaf Kröningssvärd (1786-1859), som var bergsfiskal i Stora Kopparbergs bergslag mellan 11 maj 1826 och 8 augusti 1845.